# Martin Fase
Martin Maria Gerardus Fase (Boskoop, 28 december 1937 – Haarlem, 21 oktober 2023) was een Nederlands econometrist, centraal bankier, monetair econoom en hoogleraar. Hij gaf van 1971 tot 2001 leiding aan de Wetenschappelijke Onderzoeksafdeling van De Nederlandsche Bank.  

## Levensloop
Fase behaalde in 1965 zijn doctoraalexamen economie aan de Universiteit van Amsterdam. Hij promoveerde op 28 november 1969 op het proefschrift An econometric model of age-income profiles: a statistical analysis of Dutch income data, 1958-1967. Zijn promotor was prof. dr. J.S. Cramer.
Van 1964 tot 1969 was Fase als wetenschappelijk medewerker verbonden aan de Universiteit van Amsterdam. Na zijn promotie werkte hij als Ford Foundation fellow op de Universiteit van Wisconsin in Madison en verbleef als fellow van de Niels Stensen Stichting enige tijd als visiting scholar op de universiteit van Berkley, te Californië. In 1971 trad hij in dienst van De Nederlandsche Bank waar Jelle Zijlstra president was, om een wetenschappelijke onderzoeksafdeling op te bouwen. Deze afdeling kreeg de naam Wetenschappelijk Onderzoek en Econometrie (WOE). Fase bleef deze afdeling leiden tot zijn pensionering als onderdirecteur monetaire zaken van De Bank in 2001. Toen Zijlstra’s opvolger in 1982, dr. Wim Duisenberg, in 1998 de eerste president werd van de Europese Centrale Bank, en opgevolgd werd door Nout Wellink, bleef WOE invloedrijk bij de bepaling van het monetaire beleid en de aard van het monetaire onderzoek.
Gedurende 1979-1986 was Fase tevens buitengewoon hoogleraar in de statistiek verbonden aan de Erasmus Universiteit Rotterdam. In 1986 verruilde hij deze functie voor een deeltijd hoogleraarschap in de monetaire economie en financiële instellingen aan de UvA. Hij zou daar blijven tot zijn emeritaat in 2003. In 1987 werd hij benoemd tot lid van de KNAW. In 1989 werd hij gekozen tot lid van de Koninklijke Hollandsche Maatschappij der Wetenschappen en in 2001 werd hij op voordracht van het bestuur van dit genootschap benoemd tot lid van de Maatschappij der Nederlandse Letterkunde. Fase was ook vele jaren namens de Bank lid van de commissie economische deskundigen van de SER en na zijn terug treden van de Bank enige jaren voorzitter van de Adviescommissie Prijzen van het Centraal Bureau voor de Statistiek in welk verband hij zich diepgaand heeft beziggehouden met de theorie en praktijk van prijsindexcijfers voor meting van inflatie wat van belang is voor de indexatie van uitkeringen en lonen alsmede als richtsnoer voor het monetaire beleid. Als onderdeel van zijn wetenschappelijke activiteiten maakte hij in de periode 1988-2008 deel uit van de redactie van het oudste Nederlandse wetenschappelijke economentijdschrift, De Economist, waarvan de laatste tien jaar als managing editor. Tijdens 1986-1994 was hij ook redacteur van de European Economic Review. Een groot deel van Fase's wetenschappelijk werk is neergeslagen in 230 publicaties in gerenommeerde (inter)nationale wetenschappelijke tijdschriften en een tiental bundels en monografieën. Als hoogleraar begeleidde hij 21 proefschriften en was hij in 2001 op de UvA erepromotor van de president van de ECB, Wim Duisenberg. Bij zijn afscheid van de UvA karakteriseerde de Groningse hoogleraar Jan Pen hem als een dromer van een wereld zonder geld.

## Monetaire Econometrie
Fase was pionier van de monetaire econometrie in Nederland. Tijdens zijn meer dan 40-jarige carrière pionierde hij voornamelijk op het gebied van tijdreeksanalyses, de vraag naar geld, conjunctuurindicatoren en macro-econometrische en monetaire modelbouw. Onder zijn leiding kwam het eerste econometrische model voor het Nederlandse monetaire beleid, MORKMON, tot stand geïnspireerd door het vroege monetaire modelwerk van Jan Tinbergen, Nobelprijswinnaar en de eerste directeur van het Centraal Planbureau en in de monetaire modeltraditie van Yale met in het bijzonder die van J. Tobin en D. Hester die hij had leren kennen tijdens zijn verblijf in Madison Wisconsin vóór zijn in diensttreden bij de Nederlandsche Bank. Ruim voor de start van de Europese Economische en Monetaire Unie volgde EUROMON, het macro-econometrische meer-landenmodel voor de Europese Unie, de Verenigde Staten en Japan. In een latere fase van zijn loopbaan bewoog Fase zich meer en meer op het terrein van de geschiedenis van het monetaire denken en de historie van het bankwezen in Nederland.

## Onderscheidingen
- Koninklijke onderscheiding Officier in de Orde van Oranje Nassau in 1995.
- Pierson Penning in 1996.[5]

## Persoonlijk
Fase had twee zonen, één kleindochter en drie kleinzonen. Hij was praktiserend rooms-katholiek, partijloos maar sympathiseerde met het gedachtegoed van het CDA.